# Rezerwat przyrody Jezioro Kiełpino
Rezerwat przyrody „Jezioro Kiełpino” – wodny rezerwat przyrody w województwie zachodniopomorskim, w powiecie szczecineckim, w gminie Szczecinek, 2,0 km na północny wschód od Grąbczyna, 3,3 km na południe-południowy wschód od Porostu. Obejmuje cały obszar jeziora Kiełpino wraz z jego strefą brzegową.
Został utworzony na mocy zarządzenia Ministra Leśnictwa i Przemysłu Drzewnego z dnia 12 lipca 1974, na powierzchni 49,38 ha. Zarządzeniem Nr 21/2012 Regionalnego Dyrektora Ochrony Środowiska w Szczecinie z dnia 7 września 2012 zmieniono jego powierzchnię na 47,10 ha.
Celem ochrony jest zachowanie ekosystemu jeziora lobeliowego, ze stanowiskami reliktowych gatunków roślin chronionych, takich jak: lobelia jeziorna (Lobelia dortmanna), poryblin jeziorny (Isoëtes lacustris), brzeżyca jednokwiatowa (Littorella uniflora).
Rezerwat znajduje się w zasięgu terytorialnym Nadleśnictwa Bobolice (obręb leśny Bobolice, leśnictwo Żubrowo), ale poza gruntami w zarządzie nadleśnictwa. Nadzór sprawuje Regionalny Konserwator Przyrody w Szczecinie. Na mocy obowiązującego planu ochrony ustanowionego w 2009 roku, obszar rezerwatu objęty jest ochroną czynną.
Rezerwat leży w granicach obszaru siedliskowego sieci Natura 2000 „Bobolickie Jeziora Lobeliowe” PLH320001.